# Curious George 2: Follow That Monkey!
Curious George 2: Follow That Monkey! é um filme infantil lançado nos EUA em 2 de março de 2010 como uma versão DVD.

## Sinopse
George e Ted, o homem do Chapéu Amarelo estão de volta e conhecem Piccadilly, o mágico e Kayla, o Elefante.

## Personagens
- George, o Curioso - George, o macaco da África. Ele vai conhecer o mundo mágico de Piccadilly, e vê Kayla, o elefante azul que perdeu a família. George leva ela pra casa dele. Ted veio pra casa e devolve a Kayla pra casa. Mas George viu o trem de estação. E ficaram presos com Ted na caixa de entrega. Vozes de Frank Welker.
- Ted (The Man in the Yellow Hat)
- Maggie
- Danno

## Série de TV
O Curioso George 2: Sigam Este Macaco! fez tanto sucesso que o filme virou série animada. É uma série animada educativa que passa no canal americano PBS Kids. No Brasil, é transmitida pelo Discovery Kids e já foi transmitido pela Rede Record.

## Elenco
| Ator          | Personagem                      |
| ------------- | ------------------------------- |
| Frank Welker  | George, o Curioso               |
| Jeff Bennett  | Ted (O Homem de Chapéu Amarelo) |
| Tim Curry     | Piccadilly                      |
| Jamie Kennedy | Danno Wolfe                     |
| Jerry Lewis   | O Guarda da Estação             |
| Matt Lauer    | Hark Hanson                     |